# Antipsicótico atípico

Diagrama de la clozapina, el primer antipsicótico de segunda generación.

Los antipsicóticos atípicos, también llamados antipsicóticos de segunda generación, son una clase de medicamentos antipsicóticos usados para el tratamiento de trastornos psiquiátricos graves, incluyendo el trastorno bipolar, esquizofrenia, y depresión mayor.También se utilizan para tratar anorexia nerviosa, agitación psicótica y otros trastornos.
Los antipsicóticos atípicos son diferentes que los antipsicóticos típicos, también llamados antipsicóticos de primera generación. En comparación con los antipsicóticos típicos, los antipsicóticos atípicos son generalmente más efectivos para el tratamiento de los síntomas negativos de la esquizofrenia,que incluyen alogia, afecto aplanado, abulia, anhedonia, asociabilidad, apatía y deterioro de la atención. También tienen menos probabilidades de causar efectos secundarios extrapiramidales. Sin embargo, el riesgo de efectos secundarios significativos persiste, particularmente el aumento de peso y el síndrome metabólico.

## Descubrimiento e historia
Antes del descubrimiento de los antipsicóticos, las opciones para el tratamiento de la esquizofrenia eran muy limitadas, siendo la TEC el principal recurso. En 1951, se descubrió la Clorpromazina, el primer antipsicótico, que rápidamente se convirtió en el pilar del tratamiento. Aunque eficaz para el tratamiento de la esquizofrenia, particularmente los síntomas positivos, se sabía que causaba importantes síntomas extrapiramidales (SEP).
La clozapina, el primer antipsicótico atípico, fue sintetizada en 1958 en Suiza. Se le llamó "atípico" porque producía muchos menos SEP a dosis terapéuticas.Sin embargo, la clozapina fue rápidamente retirada del mercado por preocupaciones sobre la agranulocitosis. Pero en el año 1990, la clozapina volvió al mercado en los Estados Unidos a causa de nuevos estudios clínicos. Siguiente el éxito de la clozapina en el tratamiento de esquizofrenia, otros antipsicóticos atípicos entraron en el mercado, como la olanzapina, la risperidona, y la amisulprida en los 1990s.

## Mecanismo de acción
Los antipsicóticos atípicos son un grupo heterogéneo de psicofármacos no relacionados claramente entre sí, excepto por el hecho de que su mecanismo de acción difiere de los antipsicóticos típicos. Los antipsicóticos típicos actúan principalmente antagonizando los receptores de dopamina D2 en la vía mesolímbica del cerebro. En comparación, los antipsicóticos atípicos generalmente afectan a varios tipos de receptores en el cerebro. Estos incluyen:
1. Receptores de dopamina D2 (como los típicos)
2. Receptores de serotonina, especialmente el 5-HT2A
3. Receptores de histamina H1
4. Receptores adrenérgicos α1
5. Otros tipos de receptores también

Sin embargo, es importante saber que cada antipsicótico atípico tiene un efecto diferente en estos receptores. Por ejemplo, uno de los antipsicóticos atípicos, el aripiprazol, también tiene cualidades de agonista de la dopamina por el D2, agonista parcial por el 5-HT1A y antagonismo por el 5-HT2A.Por otro ejemplo, la clozapina tiene un efecto mínimo sobre los receptores D2.

## Usos médicos

### Esquizofrenia y Trastorno Esquizoafectivo
La esquizofrenia es la indicación principal para los antipsicóticos atípicos. El trastorno esquizoafectivo, que comparte similitudes importantes con la esquizofrenia, también se trata a menudo con antipsicóticos.

### Trastorno Bipolar
Junto con los estabilizadores del estado de ánimo, los antipsicóticos atípicos se encuentran entre las opciones de tratamiento de primera línea para el trastorno bipolar. Los agentes preferidos incluyen la quetiapina, el aripiprazol, la asenapina y la lurasidona.

### Trastorno depresivo mayor (TDM)
Los antipsicóticos atípicos pueden ser agregados a un antidepresivo en pacientes con depresión resistente al tratamiento. Los agentes preferidos son la quetiapina y la olanzapina.

### Autismo
La risperidona y el aripiprazol han apropado por la FDA en el tratamiento de irritabilidad, conductas disruptivas, berrinches, autoagresiones y heteroagresiones para niños con autismo.

### Síndrome de Tourette
La risperidona y el aripiprazol se utilizan para el tratamiento de los tics en el Síndrome de Tourette.Otros tratamientos son las agonistas alfas.

### Trastorno Obsesivo-Compulsivo
La risperidona puede aumentar la eficacia del tratamiento con ISRS en el trastorno obsesivo-compulsivo refractario al tratamiento.

## Efectos secundarios
Los antipsicóticos atípicos tienen menos probabilidades de causar efectos secundarios extrapiramidales en comparación con los antipsicóticos típicos, pero el riesgo todavía existe con todos los medicamentos de esta clase. Sin embargo, pueden causar un aumento significativo de peso, síndrome metabólico y diabetes. Evidencia reciente sugiere que existe un papel del receptor adrenérgico α1 y del receptor 5-HT2A en los efectos metabólicos de los antipsicóticos atípicos.La clozapina y la olanzapina tienen el mayor riesgo de estos efectos, mientras que la ziprasidona y el aripiprazol, agentes más nuevos, tienen un riesgo menor. La prescripción de topiramato, zonisamida, metformina, agonistas del receptor GLP-1 o nizatidina junto con un antipsicótico reduce significativamente el aumento de peso.
En abril de 2005, la Administración de Alimentos y Medicamentos de los Estados Unidos (FDA) emitió una advertencia y posteriormente una advertencia sobre los riesgos del uso de antipsicóticos atípicos en pacientes ancianos con demencia, incluyendo la muerte.
Otros efectos secundarios importantes de los antipsicóticos atípicos incluyen pérdida de acomodación, boca seca, dificultad para orinar, estreñimiento, hipotensión ortostática, impotencia y falta de eyaculación.En el sistema endocrino, amenorrea-galactorrea, infertilidad e impotencia pueden ocurrir. 

## Antipsicóticos atípicos
- Amisulprida
- Aripiprazol
- Asenapina
- Bifeprunox
- Blonanserina
- Brexpiprazol
- Carpipramina
- Cariprazina
- Clozapina
- Iloperidona
- Lurasidona
- Melperona
- Olanzapina
- Paliperidona
- Palmitato de paliperidona
- Perospirona
- Quetiapina
- Risperidona
- Sertindol
- Sulpirida
- Tiaprida
- Ziprasidona
- Zotepina